# Milton (Massachusetts)
Milton é uma vila localizada no condado de Norfolk no estado estadounidense de Massachusetts. No Censo de 2010 tinha uma população de 27.003 habitantes e uma densidade populacional de 784 pessoas por km². Aqui nasceu em 1924 George H. W. Bush, 41.º presidente dos Estados Unidos.

## Geografia
Segundo o Departamento do Censo dos Estados Unidos, Milton tem uma superfície total de 34.45 km², da qual 33.68 km² correspondem a terra firme e (2.22%) 0.76 km² é água.

## Demografia
Segundo o censo de 2010, tinha 27.003 pessoas residindo em Milton. A densidade populacional era de 783,9 hab./km². Dos 27.003 habitantes, Milton estava composto pelo 77.4% brancos, o 14.34% eram afroamericanos, o 0.14% eram amerindios, o 4.14% eram asiáticos, o 0.02% eram insulares do Pacífico, o 1.41% eram de outras raças e o 2.54% pertenciam a duas ou mais raças. Do total da população o 3.26% eram hispanos ou latinos de qualquer raça.